# Врублевский, Николай Евтихиевич
Николай Евтихиевич Врублевский (укр. Микола Євтихійович Врублевський; партийный псевдоним — Сергей; 4 (16) февраля 1897, с. Рункошев, Ушицкий уезд, Подольская губерния, Российская империя — 25 декабря 1918, Киевская губерния, Украинская Народная Республика) — революционер, член Украинской Центральной Рады 3-го состава, борец за независимость Украины.

## Биография
Родился в селе Рункошев Ушицкого уезда Подольской губернии (ныне — село Каменец-Подольского района Хмельницкой области, Украины).
В 1915—1916 годах учился в Киевском коммерческом институте.
С декабря 1916 года — в армии, где вёл революционную работу. В 1917 году — левый украинский социал-демократ (член Украинской социал-демократической рабочей партии). Был прапорщиком 290-го пехотного запасного полка (Киевский военный округ). С 8 августа 1917 года — член Украинской Центральной Рады (Всеукраинского совета военных депутатов).
В ноябре 1917 года — председатель Барского военного революционного комитета. На II Всеукраинском съезде Советов избран в состав ЦИК Советов Украины. В марте — апреле 1918 года — народный секретарь народного просвещения в советском правительстве Украины — Народном секретариате. Член Чрезвычайного полномочного посольства ЦИК Советов Украины и Народного секретариата в Москве (конец марта — начало мая 1918 года). С апреля 1918 года — член Бюро по руководству повстанческой борьбой в тылу австро-немецких оккупантов.
Член КП(б)У с 1918 года. С июня 1918 года — член Киевского подпольного губернского комитета партии. С сентября 1918 года работал в органе Киевского областного, губернского и городского комитетов КП(б)У — нелегальной газете «Киевский коммунист».
28 октября 1918 года арестован гетманским правительством в Киеве. 25 декабря 1918 года расстрелян во времена Директории в Киеве, похоронен в пригороде Бара.

## Память
В 1986 году в Баре перед зданием городского совета установлен бюст Врублевского.